# Neoperla flinti
Neoperla flinti és una espècie d'insecte plecòpter pertanyent a la família dels pèrlids.

## Descripció
- Els adults són de color marronós amb els ocels grossos i el segment de la tíbia més fosc a la base.
- Les ales dels mascles fan 18 mm de llargària i les de les femelles entre 19 i 22.
- L'ou és ovalat i fa 0,36 mm aproximadament de llargada.
- Va ésser identificat erròniament en el passat com a Neoperla obliqua a causa de la seua mida, similitud general i localització geogràfica. No obstant això, és fàcil de distingir aquesta espècie de totes les altres de les illes Filipines per tindre un patró diferent a les ales anteriors.[3]

## Hàbitat
En el seu estadi immadur és aquàtic i viu a l'aigua dolça, mentre que com a adult és terrestre i volador.

## Distribució geogràfica
Es troba a les illes Filipines.